# Isländische Badmintonmeisterschaft 2024
Die Isländische Badmintonmeisterschaft 2024 fand vom 25. bis zum 27. April 2024 in Hafnarfjörður statt. Es war die 76. Auflage der nationalen Titelkämpfe von Island im Badminton.

## Medaillengewinner
| Disziplin    | Gold                                            | Silber                                       | Bronze                                            |
| ------------ | ----------------------------------------------- | -------------------------------------------- | ------------------------------------------------- |
| Herreneinzel | Kári Gunnarsson                                 | Róbert Þór Henn                              | Róbert Ingi Huldarsson                            |
| Herreneinzel | Kári Gunnarsson                                 | Róbert Þór Henn                              | Einar Óli Guðbjörnsson                            |
| Dameneinzel  | Gerda Voitechovskaja                            | Sigríður Árnadóttir                          | Júlíana Karítas Jóhannsdóttir                     |
| Dameneinzel  | Gerda Voitechovskaja                            | Sigríður Árnadóttir                          | Iðunn Jakobsdóttir                                |
| Herrendoppel | Davíð Bjarni Björnsson Kristófer Darri Finnsson | Daníel Jóhannesson Jónas Baldursson          | Gabríel Ingi Helgason Róbert Ingi Huldarsson      |
| Herrendoppel | Davíð Bjarni Björnsson Kristófer Darri Finnsson | Daníel Jóhannesson Jónas Baldursson          | Ívar Gunnarsson Kári Gunnarsson                   |
| Damendoppel  | Drífa Harðardóttir Gerda Voitechovskaja         | Arna Karen Jóhannsdóttir Sigríður Árnadóttir | Sólrún Anna Ingvarsdóttir Una Hrund Örvar         |
| Damendoppel  | Drífa Harðardóttir Gerda Voitechovskaja         | Arna Karen Jóhannsdóttir Sigríður Árnadóttir | Natalía Ósk Óðinsdóttir Rakel Rut Kristjánsdóttir |
| Mixed        | Davíð Bjarni Björnsson Arna Karen Jóhannsdóttir | Kristófer Darri Finnsson Drífa Harðardóttir  | Daníel Jóhannesson Sigríður Árnadóttir            |
| Mixed        | Davíð Bjarni Björnsson Arna Karen Jóhannsdóttir | Kristófer Darri Finnsson Drífa Harðardóttir  | Daníel Thomsen Snjólaug Jóhannsdóttir             |